# Sabar Peulh (Doungou)
Sabar Peulh (auch: Sabam Peulh) ist ein Dorf in der Landgemeinde Doungou in Niger.

## Geographie
Das von einem traditionellen Ortsvorsteher (chef traditionnel) geleitete Dorf befindet sich rund sechs Kilometer nordöstlich des Hauptorts Doungou der gleichnamigen Landgemeinde, die zum Departement Kantché in der Region Zinder gehört. Zu den Siedlungen in der näheren Umgebung von Sabar Peulh zählen Maïwando Haoussa im Osten und Taramni Haoussa im Süden.
Es herrscht das Klima der Sahelzone vor, mit einer durchschnittlichen jährlichen Niederschlagsmenge zwischen 300 und 400 mm.

## Geschichte
Sabar Peulh war wie andere Siedlungen in der Gemeinde von landesweiten Überschwemmungen im Jahr 2020 betroffen. Im Ort wurden als Hilfsmaßnahme an 22 Haushalte Lebensmittel verteilt.

## Bevölkerung
Bei der Volkszählung 2012 hatte Maïwando Haoussa 1147 Einwohner, die in 127 Haushalten lebten.

## Wirtschaft und Infrastruktur
Es gibt eine Schule im Dorf. Von Sabar Peulh führt die 3,4 Kilometer lange Route 762 nach Taramni Haoussa. Es handelt sich um eine wenig ausgebaute Landstraße.